# Pavão
Fernando Pascoal Neves dit Pavão (Paon en portugais) est un footballeur portugais né le 12 juillet 1947 et mort le 16 décembre 1973.

## Biographie
Il a été à six reprises international portugais (1968, 1971 et 1973), sans inscrire de but. 
Le 16 décembre 1973, lors de la 13e journée du championnat portugais 1973-1974 contre Setúbal à l'Estádio das Antas, Pavão s'écroule après avoir réalisé une passe à la 13e minute, décédant d'une attaque cardiaque à l'âge de 26 ans.